# Ольховник (род)
Душекия, или Ольховник (лат. Duschekia) — род деревьев и кустарников семейства Берёзовые (Betulaceae). Род выделен из рода Ольха (Alnus) на основании строения серёжек, однако признаётся не во всех системах классификации и часто входит в синонимику рода Ольха.
Наиболее распространённый представитель на территории России — Ольховник кустарниковый (Duschekia fruticosa), который также может рассматриваться как разновидность ольхи зелёной — Alnus viridis subsp. fruticosa.

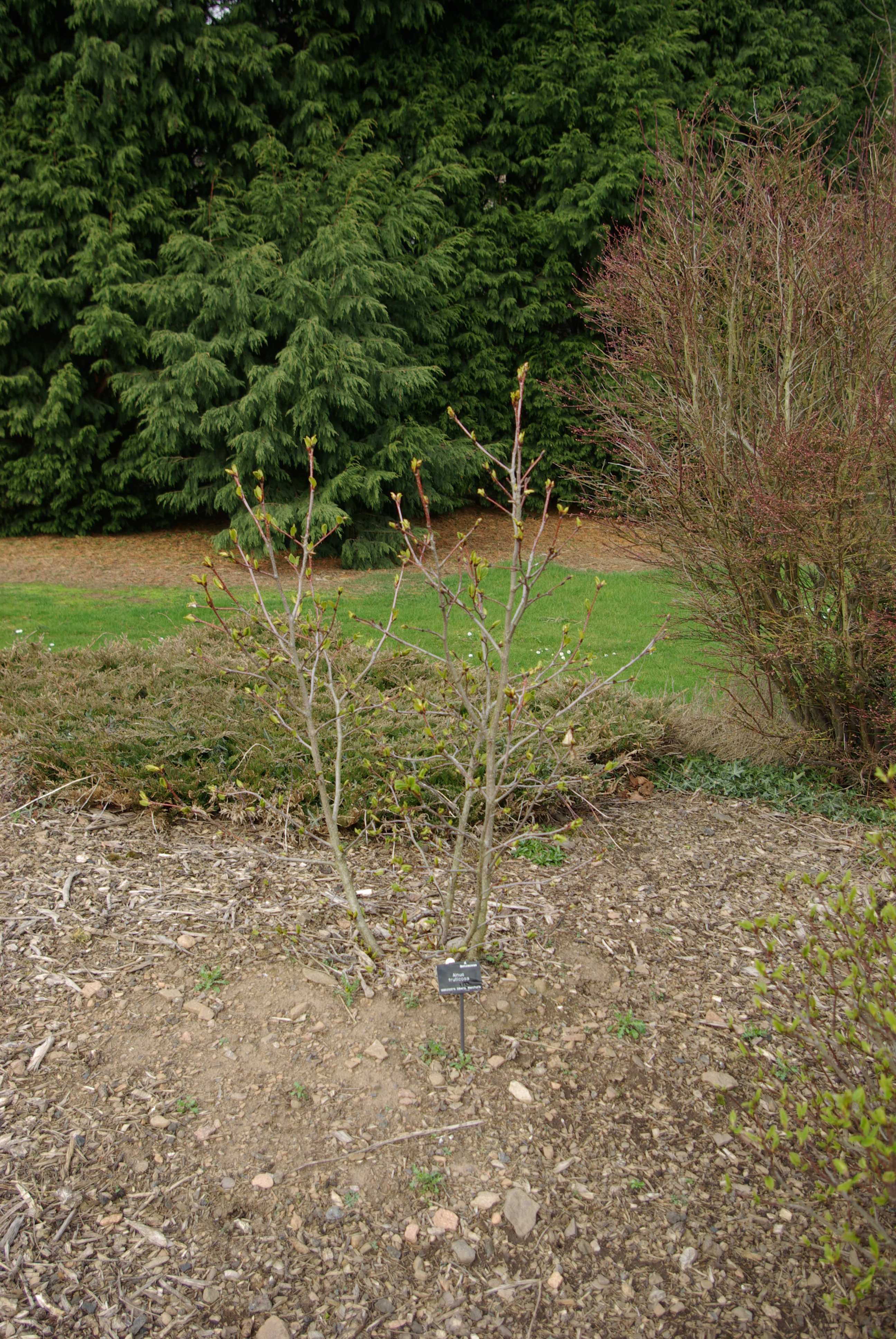
Alnus fruticosa

## Морфологическое описание
Кустарник, реже деревцо 2—6 м высотой, однодомный, листопадный, анемофильный. Кора тёмно-серая. Листовые почки сидячие; листья от широкоэллиптических до яйцевидных с острой верхушкой, с округлым, реже с тупоугольным основанием, немного неравнобокие, по краю неравно- или почти удвоенно-пильчатые, сверху тёмно-зелёные, голые, снизу — бледные, в нижней части в углах жилок опушены рыжеватыми волосками, 5—12 см длиной и 3—9 см шириной, на черешках 0.5—1.5 см длиной, с 8—12 парами боковых жилок. Тычиночные серёжки 3—6 см длиной, цилиндрические, пестичные, овальные, 7—20 мм длиной, 3—11 мм в диаметре, на черешках 1—30 мм длиной, на разветвлениях от общего цветоноса. Орешек с крылышками, почти равными или несколько меньшими его ширины. Число хромосом: 2n=28.

## Местообитание
В подлеске хвойных и лиственных лесов, по берегам рек и ручьев (выходит на щебнистые склоны), на гарях, вырубках, болотах, вдоль дорог; в горах, на каменистых луговых склонах и россыпях.
Административные районы Сибири: Тюменская, Омская, Томская, Новосибирская, Кемеровская, Иркутская, Читинская области; Алтайский и Красноярский край, республики Алтай, Тува, Бурятия, Якутия.
Вне Сибири: Северный Китай и Северо-Восточная Монголия, северо-восток европейской территории СССР, Северный Урал, Магаданская и Амурская (север) области, Хабаровский край (север).

## Некоторые виды
- Duschekia alnobetula (Ehrh.) Pouzar

[ syn. Alnus viridis (Chaix) DC. subsp. viridis ≡ Betula viridis Chaixbasionym]
- Duschekia crispa (Aiton) Pouzar

[ syn. Alnus viridis subsp. crispa (Aiton) Turrill≡ Betula crispa Aitonbasionym]
- Duschekia fruticosa (Rupr.) Pouzar

[ syn. Alnus viridis subsp. fruticosa (Rupr.) Nyman ≡ Alnus fruticosa Rupr.basionym]
- Duschekia maximowiczii (Callier) Pouzar

[ syn. Alnus viridis subsp. maximowiczii (Callier) D.Löve ≡ Alnus maximowiczii Callierbasionym]
дерево высотой до 8-10 метров. В России произрастает на юге Дальнего Востока, образуя низкорослые леса по склонам, подымаясь в высокогорье. В Приморском крае встречается в восточной части. Цветут при распустившихся листьях. Листья снизу слегка клейкие.